# Tapiroïdeus
Els tapiroïdeus (Tapiroidea) són una superfamília de mamífers perissodàctils del subordre dels ceratomorfs. Els tapírids (tapirs i afins) són els únics representants vivents d'aquest grup, que aparegué durant l'Eocè inferior i assolí el seu pic de diversitat en aquesta mateixa època. Els tapiroïdeus es diferencien dels seus parents propers per tot un conjunt de sinapomorfies cranials i dentals. No es desvien gaire del pla corporal bàsic del grup. Nombrosos representants d'aquesta subfamília han desenvolupat una probòscide. Una altra tendència evolutiva és la reducció dels ossos nasals i el desplaçament de les incisions nasals cap a un punt més alt del crani. En les dents d'Helaletes (Eocè) i Colodon (Eocè-Oligocè) ja es poden observar les adaptacions a la dieta folívora que encara segueixen els tapiroïdeus moderns.